# الجراحي الأعلى (الحديدة)

تعديل مصدري - تعديل

الجراحي الأعلى هي إحدى قرى مديرية الجراحي، التابعة لمحافظة الحديدة اليمنية، بلغ تعداد سكانها 3662 نسمة حسب الإحصاء الذي جرى عام 2004.